# Chimichanga

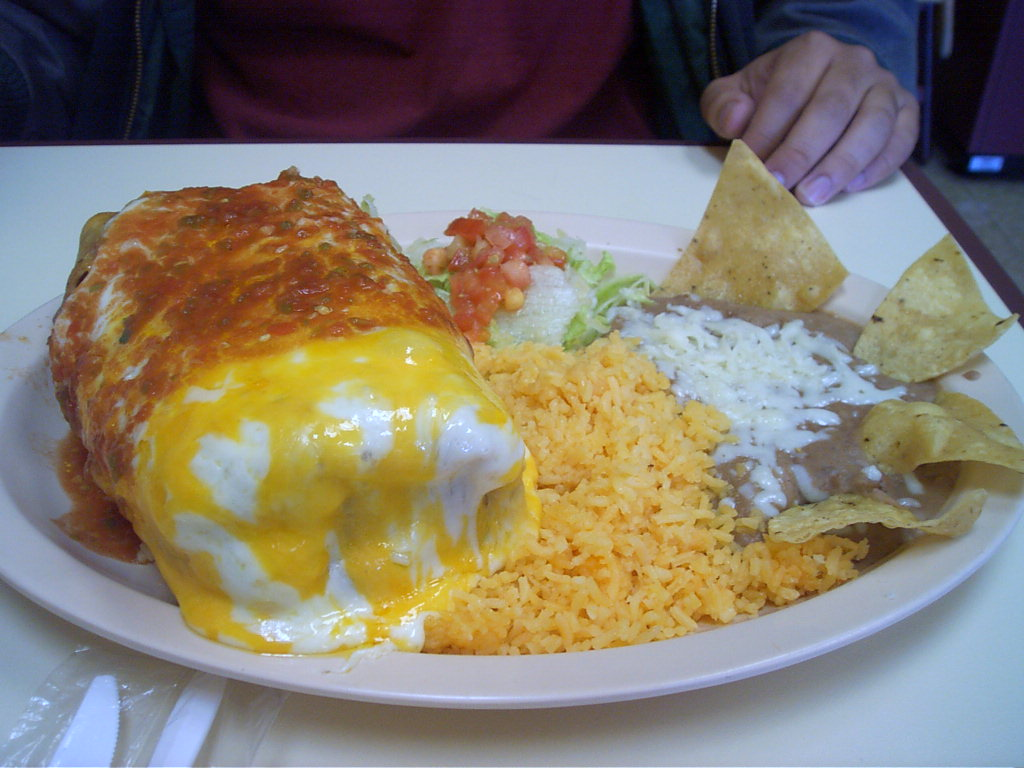
Chimichanga z dodatkami

Chimichanga – potrawa meksykańska. Rodzaj burrito smażonego na oleju lub maśle, popularnego na północy Meksyku, szczególnie w stanach Sonora i Sinaloa. Pszenną tortillę o różnych rozmiarach pokrywa się farszem mięsnym i składa tworząc prostokątną torebkę. Często zdarzają się również inne dodatki, jak fasola, ryż, ser. Danie podawane jest z pikantnymi sosami lub guacamole.